# Peter Brückner
Peter Brückner (* 13. Mai 1922 in Dresden; † 10. April 1982 in Nizza) war ein deutscher Kritischer Sozialpsychologe und Hochschullehrer. Wegen seines politischen Engagements wurde er in den 1970er Jahren zu einer Symbolfigur der Neuen Linken und der Außerparlamentarischen Opposition in der Bundesrepublik Deutschland. Zweimal aus politischen Gründen suspendiert, wurden erst 1981 alle Disziplinarmaßnahmen gegen ihn aufgehoben.

## Leben
Peter Brückner wuchs in Dresden auf. Der Vater war Handlungsreisender, der meist außer Hauses war. Seine Mutter war eine englische Jüdin und Konzertsängerin. Unter dem Druck des nationalsozialistischen Regimes emigrierten sie und ihre beiden älteren Söhne aus erster Ehe nach England. Peter Brückner erfuhr erst spät, dass er nach den Nürnberger Rassegesetzen „Halbjude“ war. Es gelang ihm jedoch, diesen Umstand weiter geheim zu halten. Im Herbst 1936 wurde er auf das Internat der Staatlichen Oberschule Zwickau geschickt. 1939 wurde er wegen Verstößen gegen die Schulordnung relegiert. Anschließend besuchte er das Robert-Schumann-Gymnasium in Zwickau, erwarb 1941 das Abitur und schrieb sich an der Universität Leipzig für Rechtswissenschaften ein, wurde aber bereits sechs Wochen nach der Immatrikulation wegen seiner, einer jüdischen Herkunft verdächtigten Mutter relegiert.
In den letzten Schuljahren knüpfte Brückner Kontakte zu Hitler-Gegnern und politisierte sich, er fand Anschluss an kommunistische Gruppen. Ob eine NSDAP-Mitgliedschaft hilfreich oder schädlich sein würde, besprach er mit seinen Freunden. Schließlich beantragte er am 11. April 1940 die Aufnahme in die NSDAP und wurde zum 1. September desselben Jahres in die Partei aufgenommen (Mitgliedsnummer 7.725.289).
Nach Schulabschluss wurde er zu einem in Wien stationierten Landesschützen-Bataillon eingezogen. Von dort aus unterstützte er auch bis zum Ende des Zweiten Weltkrieges gemeinsam mit österreichischen Kommunisten Kriegsgefangene und Deserteure.
Er studierte in Münster Psychologie u. a. bei dem Gestalt- und Individualpsychologen Wolfgang Metzger und wurde 1957 über das Rorschach-Verfahren promoviert. Zunächst arbeitete er im sozialpädagogischen Bereich.
Mit seiner zweiten Ehefrau Erika Brückner (1927–2002) gründete er die erste Erziehungsberatungsstelle der Bundesrepublik. Sie hatten vier Kinder. Später betrieben sie von 1965 bis 1974 mit Hermann Lehmann und Edith Lehmann die Arbeitsgemeinschaft für Sozial und Wirtschaftsforschung (ASW), ein Institut für Marktforschung in Heidelberg mit dem Schwerpunkt auf qualitative Produkt- und Imageanalysen. In Heidelberg kam Peter Brückner in Kontakt mit Alexander Mitscherlich. Daraufhin machte er eine Ausbildung zum Psychoanalytiker. Schließlich nahm er Kontakt zum Berliner und Frankfurter SDS auf.
1967 bekam er einen Lehrstuhl für Psychologie in Hannover. Durch sein Engagement für die Belange der Studentenbewegung wurde er – neben Klaus Holzkamp in West-Berlin – zum populärsten radikal linksorientierten Psychologie-Hochschullehrer. 1968 wurde Brückner zu einem Mitbegründer des Club Voltaire in Hannover. 1967 veröffentlichte er mit Johannes Agnoli einen der  Basistexte der Studentenbewegung und Außerparlamentarischen Opposition: Die Transformation der Demokratie. Brückners Beitrag in dem Buch hatte den Titel Die Transformation des demokratischen Bewusstseins; er untersuchte darin die psychische Disposition von Bürgern und Machthabern und die Motivationen der Außerparlamentarischen Opposition.

## Suspendierungen
Nachdem er als Gutachter den Erhalt des von Wolfgang Huber gegründeten Sozialistischen Patientenkollektivs befürwortet hatte, wurde ihm 1972 die Unterstützung der RAF vorgeworfen. Er hatte dabei Ulrike Meinhof Unterschlupf gewährt. Brückner wurde dafür wegen angeblicher Unterstützung einer kriminellen Vereinigung zunächst für zwei Semester vom Dienst suspendiert. In Cafés und an anderen außeruniversitären Veranstaltungsorten hielt er trotzdem weiter Vorlesungen für seine Studenten; er veröffentlichte u. a. Originalbeiträge in der politisch-satirischen Zeitschrift Der Metzger. Die Suspendierung wurde aufgehoben, nachdem der Verstoß auf Begünstigung herabgestuft worden war. Brückner erhielt 1975 dafür eine Geldstrafe.
1977 wurde er Teil der sogenannten „Mescalero-Affäre“: Wegen der Mitherausgabe und Dokumentation des „Buback-Nachrufs“, den er im Sinn einer entwickelten Pressefreiheit gelesen sehen wollte, wurde er erneut suspendiert. Es folgte eine Reihe von Gerichtsverfahren. 1978 reiste Michel Foucault nach Hannover, um gegen Berufsverbote und für seine Rehabilitierung zu demonstrieren. Der Bundesgerichtshof entschied 1980, dass die Herausgabe nicht strafbar gewesen sei. Seine Suspendierung und eine Kürzung der Dienstbezüge bestanden fort. 1981 wurden alle Disziplinarmaßnahmen aufgehoben.
In dritter Ehe war er mit der Publizistin und Schriftstellerin Barbara Sichtermann verheiratet, sie hatten einen Sohn, den Filmemacher Simon Brückner (* 1978).
1982 starb Peter Brückner in Nizza an Herzversagen.

## Nachrufe
In der Todesanzeige schrieben Johannes Agnoli, Ekkehart Krippendorff, Klaus Meschkat, Oskar Negt und Wolfgang Nitsch:  „Nach jahrelangem Widerstand ist Peter Brückner der Niedertracht seiner Gegner physisch erlegen. Zornig betrauern wir ein weiteres Opfer der deutschen Verhältnisse, den Genossen aus fast zwei Jahrzehnten gemeinsamer Arbeit für eine sozialistische, menschenwürdige Gesellschaft.“

## Mediale Darstellungen
Im Dezember 2015 kam der Dokumentarfilm Aus dem Abseits in die Kinos, in dem Simon Brückner die Biographie seines Vaters nachzeichnet.

## Arbeiten
In seinen Arbeiten beschäftigte sich Brückner mit Existenzialontologie, der Kritischen Theorie der Frankfurter Schule, der Psychoanalyse, der politischen Situation der Bundesrepublik Deutschland der 1960er Jahre und dem Verhältnis von Individuum, Staat und Geschichte. In seinem Buch Ulrike Marie Meinhof und die deutschen Verhältnisse versuchte er, das Phänomen der linken Stadtguerilla aus der historischen Situation der Bundesrepublik zu erklären, und wies damit individual- und kriminalpsychologische Ansätze zurück. Für diese Publikation wurde er sowohl von Seiten der Konservativen angegriffen als auch von der RAF, die sich bemühte, das Erscheinen des Buches zu verhindern.

## Peter-Brückner Archiv
Das Peter-Brückner-Archiv befindet sich am Leibniz-Informationszentrum Technik und Naturwissenschaften in Hannover. Dazu gehört sein Nachlass, der unter anderem aus unveröffentlichten Manuskripten, Typoskripten, Fragmenten, Notizen, Reden und Rundfunksendungen sowie weiteren Dokumenten aus den Jahren 1953 bis 1982 besteht. Das Archiv wurde von Axel-R. Oestmann (1947–2019) begründet. Oestmann, ehemaliger wissenschaftlicher Mitarbeiter Peter Brückners, ist zugleich Herausgeber seiner Schriften im Wagenbach-Verlag. Theo Becker baute den Bestand erheblich aus.

## Schriften
- Konflikt und Konfliktschicksal. Eine Einführung in die Verlaufsanalyse von Rorschach-Protokollen. Huber, Bern / Stuttgart 1963, DNB 450647250.
- Freiheit, Gleichheit, Sicherheit. Von den Widersprüchen des Wohlstands. 1966.
- Die Transformation des demokratischen Bewusstseins In: Johannes Agnoli und Peter Brückner: Die Transformation der Demokratie. Voltaire-Verlag, Berlin 1967.[14]
- Schülerliebe. Fakten und Analysen. Konkret Buchverlag, Hamburg 1974.
- mit Barbara Sichtermann: Gewalt und Solidarität. Zur Ermordung Ulrich Schmückers durch Genossen. Dokumente und Analysen. Wagenbach, Berlin 1974.
- Sigmund Freuds Privatlektüre. 1975.
- Ulrike Marie Meinhof und die deutschen Verhältnisse. 1976.
- Die Mescalero-Affäre: ein Lehrstück für Aufklärung und politische Kultur. Internationalismus Buchladen und Verlagsgesellschaft, Hannover 1977, mehrfach neu aufgelegt, zuletzt Anares, Gießen 2002, ISBN 978-3-935716-64-2.
- Versuch, uns und anderen die Bundesrepublik zu erklären. Wagenbach, Berlin 1978.
- Über die Gewalt: Sechs Aufsätze zur Rolle der Gewalt in der Entstehung und Zerstörung sozialer Systeme. 1979, ISBN 978-3-8031-3502-5.
- Das Abseits als sicherer Ort. 1980.
- Zerstörung des Gehorsams. Aufsätze zur politischen Psychologie. 1983, ISBN 3-8031-3516-8.
- Vom unversöhnlichen Frieden. 1984, ISBN 978-3-8031-3522-3.
- mit Alfred Krovoza: Staatsfeinde. Innerstaatliche Feinderklärung in der BRD. Vorwort von Michel Foucault. Rotbuch 1972; Wagenbach, Berlin 1984, ISBN 3-8031-1040-8.
- Psychologie und Geschichte. Vorlesungen im Club Voltaire 1980/81. 1989, ISBN 978-3-8031-2407-4.
- Sozialpsychologie des Kapitalismus 1974. Psychosozial-Verlag, Gießen / Argument, Hamburg 2004, ISBN 3-89806-260-0 (Psychosozial) / ISBN 3-88619-328-4 (Argument).
- Ungehorsam als Tugend. Zivilcourage, Vorurteil, Mitläufer. Wagenbach, Berlin 2008, ISBN 978-3-8031-2585-9.

## Film
- Aus dem Abseits. Dokumentarfilm, Deutschland, 2015, 112 Min., Buch: Simon Brückner, Sebastian Winkels, Regie: Simon Brückner, Produktion: credo:film, Kinostart: 3. Dezember 2015, Erstsendung: 29. August 2016 bei 3sat.